# À bout d'souffle
Pour les articles homonymes, voir À bout de souffle et À bout de souffle (chanson).
Singles de Sexion d'Assaut
Qui t'a dit ?
(2011) Plus qu'un son
(2011)
Pistes de En attendant L'Apogée : les Chroniques du 75 
A.D Pas d'chance
À bout d'souffle est un single de Sexion d'Assaut paru dans l'album En attendant L'Apogée : les Chroniques du 75  en 2011. 

## Le clip
Le clip fait passer des bandes dessinées sur les quatre membres qui chante. La première représente Maitre Gims qui fait un excès de vitesse et il n'a pas ses papiers donc les policiers l'arrêtent, la deuxième montre Maska n'ayant pas entendu son réveil, son bus est parti mais il n'a pas pu appelé son patron parce que son téléphone n'avait plus de batterie et puis il se fait virer, la troisième montre Lefa faisant une longue file pour un achat, son payement refusé il sort et sa voiture se fait prendre par la police et la quatrième montre JR O Chrome rentrant de chez lui se faisant voler toute sa maison sous ses yeux.

## Classements par pays
| Pays     | Meilleure position |
| -------- | ------------------ |
| France   | 27                 |
| Belgique | -                  |
| Suisse   | -                  |